# Prédefin
Prédefin är en kommun i departementet Pas-de-Calais i regionen Hauts-de-France i norra Frankrike. Kommunen ligger i kantonen Heuchin som tillhör arrondissementet Arras. År 2022 hade Prédefin 214 invånare.

## Befolkningsutveckling
Antalet invånare i kommunen Prédefin
| Referens: INSEE |